# Feliciana de Andrade
Feliciana de Andrade, död 21 maj 1681, var en spansk skådespelare. Hon var engagerad vid de kungliga teatrarna i Madrid, Teatro de la Cruz och Teatro del Príncipe, och tillhörde de mer uppmärksammade scenartisterna under sin samtid. 